# Ordine imperiale del giogo e delle frecce
L'Ordine del giogo e delle frecce (in spagnolo: Orden Imperial del Yugo y las Flechas), noto anche col nome di fondazione, Ordine delle frecce rosse, fu un Ordine cavalleresco civile e militare spagnolo.

## Storia
L'onorificenza fu la maggiore in ordine di importanza concessa durante il periodo del franchismo. L'Ordine venne istituito da Francisco Franco con decreto n.373, del 10 ottobre 1937 con lo scopo di premiare le più eminenti personalità dello Stato spagnolo, ed era rivolta in particolare agli stranieri che si erano distinti a favore della Spagna. Il termine "imperiale" nel nome dell'onorificenza era un chiaro riferimento a quell'insieme di valori tradizioni associati all'Impero spagnolo e per il medesimo motivo il giogo ed il mazzo di frecce erano le divise araldiche dei re cattolici.
L'ordine venne a cessare con la morte di Franco e la fine della dittatura in Spagna e non venne mantenuto dal nuovo sovrano Juan Carlos.

## Classi
L'Ordine disponeva delle seguenti classi di benemerenza:
- Gran Collare
- Cavaliere di Gran Croce
- Commendatore con placca
- Commendatore
- Membro

## Insegne
- Il collare era costituito da una catena composta da cerchi crociati alternati a mazzi di frecce, il tutto culminante in un pendente costituito da un'aquila franchista tenente tra le zampe un fascio di frecce rosse
- La placca era costituita da una croce greca nera di 35 mm, poggiante su un tondo argenteo, avente al centro un mazzo di frecce rosse tenute insieme da un nastro con inciso il motto dell'ordine.
- La medaglia da commendatore era costituita da una croce greca nera di 35 mm, avente al centro un mazzo di frecce rosse tenute insieme da un nastro con inciso il motto dell'ordine.
- La medaglia era composta da un disco d'oro caricato di una croce greca nera, avente al centro un mazzo di frecce rosse tenute insieme da un nastro con inciso il motto dell'ordine.
- Il nastro era rosso con una fascia nera al centro.

## Insigniti notabili
- Adolf Hitler (1937)
- Benito Mussolini (1937)
- Vittorio Emanuele III di Savoia (1937)
- Heinrich Himmler (1939)
- Ettore Muti (1940)
- Muhammad V del Marocco (1956)
- Norodom Sihanouk (1956)
- Giovanni Maresca Donnorso di Serracapriola
- Faysal II d'Iraq (1956)
- Adolfo Suárez (1975)